# Volucella inflata
Espèce
Volucella inflata est une espèce d'insectes diptères brachycères de la famille des syrphidés.